# Marianne Cathomen
Marianne Cathomen (née le 23 octobre 1966) est une chanteuse suisse.

## Biographie
Marianne grandit dans le canton des Grisons auprès de son père qui a un groupe et monte sur scène avec lui. Elle reprend Paola Felix, Claudia Jung ou Audrey Landers. Après une formation commerciale et plusieurs séjours à l'étranger, elle revient en Suisse et apprend l'hôtellerie et la restauration puis travaille comme hôtesse pour Swissair.
En 1989, elle fait la connaissance de Conradin Cathomen, ancien skieur alpin professionnel. Après deux enfants, le couple se sépare début avril 2005. Le 24 décembre 2008, elle épouse Markus Siegler, ancien responsable de la communication de la FIFA.
Marianne Cathomen obtient son premier contrat d'enregistrement en 1999 et apparaît pour la première fois à la télévision dans l'émission Musig Plausch. Elle participe avec la chanson Ich seh die Welt mit Deinen Augen  au Grand Prix der Volksmusik 2000. Elle remporte avec Hey Baby küss mich noch mal le Grand Prix der Volksmusik  2001.
Elle met fin à sa carrière musicale en 2012. Elle vit aujourd'hui en Floride.

## Discographie
Singles
- Hey Baby küss mich noch mal (2001)
- Kommt Zeit, kommt Rat (2002)
- Mon Ami so geht das nie (2002)
- Zwei Leben, eine Liebe  (2004)
- Fiesta d’amore (2005)
- Barfuß durch den Sommer (2005)
- Ich bin wieder da (2011)

Albums
- Hey Baby küss mich noch mal (2001)
- Marianne Cathomen (2002)
- Zwei Leben, eine Liebe (2004)
- Mehr als Liebe (2005)
- Souvenir der Zärtlichkeit (2006)
- Ich bin wieder da (2011)